# ヤマハ・QXシリーズ
QXシリーズ（キューエックス・シリーズ）とは、1984年にヤマハから発売されたQX1をはじめとするシーケンサー専用機（ハードシーケンサー）の型番・商品名である。音源内蔵シーケンサーの先駆であるTQ5もここでは合わせて紹介する。

## 概要
QXシリーズは後のQYシリーズと異なり、音源は内蔵していない。すべてデスクトップタイプである。以下の機種が発売された。MIDI規格が制定されて間もない頃発売されたため、入力やエディットを行うトラックと、入力やエディット済みのデータをMIDI ch1～16混在で記憶するトラックの2トラック構成という機種もある。またフロッピーディスクドライブが搭載されている機種では、HxC Floppy Emulatorと言う海外のドライブ(SDカードやUSB)を実際にQX1やQX3などで搭載する事も可能。詳しい搭載のやり方や情報などは海外サイトなどで載っている。FM音源内蔵のTQ5を経て、QYシリーズへと移行した。

## シリーズのモデル
QX1
1984年発売。価格は480000円。分解能1/384。リアルタイム入力、パンチ・イン入力、エディット入力可能。DX用のエディター内蔵。同時発音数には制限なし。5.25インチ2DD対応のフロッピーディスクドライブを搭載し、1枚につき、8万音記憶可能。海外からは、HxC Floppy Emulatorと言うドライブ(SDカードやUSB)を改造して搭載する事も可能。また本機をYAMAHAのTX816(DX7の8台分の音源モジュール)と組み合わせるとQX1から最大8パートのマルチティンバー音源として個別のTF1を各々に演奏させることが可能。この機種は当時まさにLP全体にも楽にこなした新たなる音楽天地が約束された究極のMIDIシーケンサーだった。
QX7
1985年発売。価格は78000円。本体にデータバックアップ機能が無く、電源を切ったまま数日放置するとデータが消失した。発売して間もなく、同じスペックのままバックアップ電池を備えたQX21へ移行。
QX21
1985年発売。価格は45000円。分解能1/96。トラック数2。リアルタイム入力、ステップ入力。約8100音記憶可能。
QX5
1986年発売。価格は69800円。トラック数8。同時発音数32。ベロシティなしで約20000音・ベロシティありで約15000音記憶可能。リアルタイム入力、パンチ・イン入力、ステップ入力対応。マルチトラックレコーダーと同期させるシンクロナイザーを内蔵している。
QX5FD
1988年発売。価格は89800円。トラック数8。同時発音数32。ベロシティなしで約20000音・ベロシティありで約15000音記憶可能。リアルタイム入力、パンチ・イン入力、ステップ入力対応。上記のQX5に3.5インチ2DD対応のフロッピーディスクドライブを搭載したモデル。なお、フロッピー１枚につき、ベロシティなしで約220000音・ベロシティありで約150000音記憶可能。HxC Floppy Emulatorと言うドライブ(SDカードやUSB)を搭載する事も可能。
QX3
1987年発売。価格は158000円。分解能1/96。トラック数16。同時発音数制限なし。レコード・エディット時で約24000音・チェインプレイ時で約48000音記憶可能。3.5インチ2DDタイプのフロッピーディスクドライブを搭載。HxC Floppy Emulatorと言うドライブ(SDカードやUSB)を改造して搭載する事も可能。ESEQフォーマット対応。ジョブコマンドにはQX1のデータの送信または返信も扱える。キーボーディストの浅倉大介はこの機種の開発に携わり、その打ち込むスピードはTM NETWORKの木根尚登によると「スーパーのレジを打つような速さだった」と言われる。95年にはテレビの企画で浅倉がQX3とEOSで作曲と打ち込みを行い、パソコンキーボードの早打ちのような速度で本機を打ち込む様子が放映された。この機種は当時プロフェッショナルの最前線で信頼された専用機だった。
TQ5
1988年発売。価格は65000円。8トラックのシーケンサーを内蔵。最大8曲。10000音記録可能。分解能1/48。本体内にEOS B200、YS200、YS100と互換性のある4オペレータ・8アルゴリズムのFM音源を内蔵。プリセット100音色・ユーザー100音色。リバーブ、ディレイ、ディストーションなどの10種類のエフェクタも内蔵。モジュールシンセとしては珍しくデジタル時計機能も搭載。EOS YS200から鍵盤を取り除いた音源となるため、EOS YS200のモジュールタイプと言えるだろう。

## 関連記事
- ミュージックシーケンサー
- MIDI
- ヤマハ・QYシリーズ
- ヤマハ・RXシリーズ